# 阿麗雅·喬瓦尼
阿麗雅·喬瓦尼（義大利語：Aria Giovanni，1977年11月3日—），是一名美國色情演員和成人模特兒。她在2000年獲《閣樓》選為9月份寶貝。她亦曾參演過電影節目。

## 早年
喬瓦尼生於長灘，但在橙縣長大。她的父親是意大利和南斯拉夫混血兒，她的母親則有法國、德國、愛爾蘭和美洲原住民血統。在一次採訪中，她說自己在12歲的時候曾經因為吸毒和酗酒的問題而入住戒毒所，並待了26個月。在戒毒所的第二年，她開始重讀高中課程，並在這段時間內完成了兩年的課程。當她離開戒毒所後，她入讀一所高中的三年級。

## 生涯
喬瓦尼在聖地牙哥入讀大專，主修生物化學，同時擔任侍應和數學及科學導師，另一方面她決定加入模特兒業。
2001年，喬瓦尼在模仿電視劇生還者的影片裸露的生還者（Survivors Exposed）中扮演Monica Snatch。2001年11月6日，他亦曾在電視約會節目水手中亮相。接著的一年，她主演的朱斯蒂娜（Justine）成為AskMen.com推介女性可以享受的九套色情片之一。

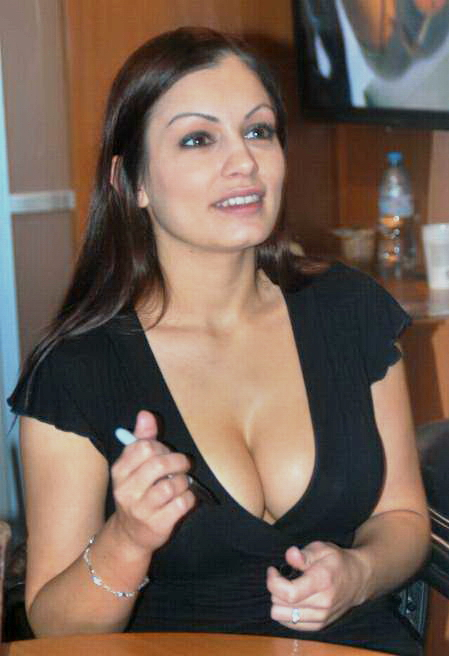
喬瓦尼於2005年

2005年，喬瓦尼與吉他手約翰 5結婚，但兩人後來離婚。

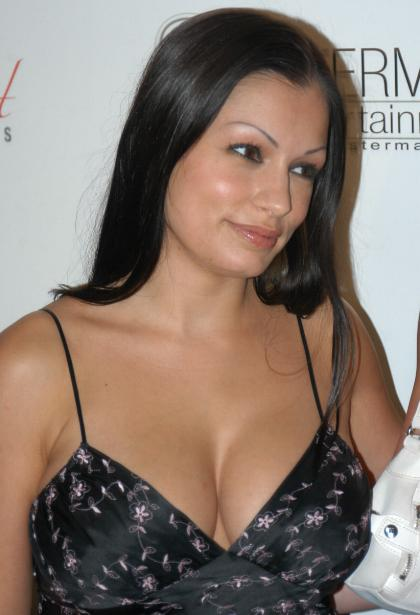
喬瓦尼於2007年

喬瓦尼是2007年6月6日當天的花花公子的模特兒。
2008年10月，喬瓦尼在詹姆斯·甘恩首套連續劇，短期的網絡視頻劇—詹姆斯·甘恩的PG色情中與納丹·菲利安一同演戲。當被問及到這套劇時，她聲稱與納丹·菲利安的吻是她與男性的首次螢幕初吻。

## 外部連結
- 官方网站
- Aria Giovanni在互联网电影资料库（IMDb）上的資料（英文）
- Aria Giovanni在網際網路成人電影資料庫
- 成人電影資料庫上Aria Giovanni的资料（英文）
- （英文）Podcast ending with an interview with Aria Giovanni (and two other porn stars) （页面存档备份，存于）
- （英文）Interview （页面存档备份，存于）
- （英文）Article （页面存档备份，存于）